# Белова, Мария
Мария Белова (род. 28 августа 1989, Москва, СССР) — российская телеведущая, журналистка и блогер.

## Биография
Мария Белова родилась 28 августа 1989 года в Москве. Еще в школе приняла решение развиваться в направлении журналистики и телевидения, поэтому в старших классах пошла в Школу молодого журналиста при журфаке. После школы поступила в Московский государственный университет на факультет журналистики. Уже в студенческие годы Мария вместе с однокурсником выпустила серию передач, где освещали будни своего факультета.

## Карьера телеведущей
На телеэкране впервые Мария Белова появилась в шоу Minaev Live, где освещала выборы в подмосковных Химках в 2012 году.
В 2013 году на канале О2ТВ стала ведущей шоу «Диван для Глории», в этом же году Мария приняла приглашение стать ведущей на канале Россия-24. Первые репортажи Марии были о жизни звезд, концертах, культуре. Также были спецвыпуски о контрафактной продукции в индустрии моды, именно эти репортажи и принесли Марии популярность.

## Фильмография
В 2020 году выпустила фильм «Жизнь с бесплодием», посвященный проблеме социального давления на бездетные пары и просвещению в сфере репродуктивного здоровья.

## Музыкальная деятельность
В июне 2014 года вошла в список 10 лучших девушек-диджеев по версии издания Tatler.
В 2019 году вместе с T-killah дебютировала как певица под псевдонимом MATARA, записав кавер на песню «Люби меня люби» группы «Отпетые мошенники», с которым 29 июня выступила в Государственном Кремлёвском дворце.

## Личная жизнь
В 2011 году Мария вышла замуж за ресторатора Илью Лихтенфельда, свадьба состоялась в Театре имени Станиславского и Немировича-Данченко. Спустя два года они развелись, издание Tatler данное событие внесло в список 15 самых громких расставаний 2013 года.
В 2016 году Мария познакомилась с российским репером T-killah, с которым 4 июля 2019 года вступила в брак. Предложение рэпер сделал на Мальдивах, чем очень удивил свою будущую жену 
В 2022 году осуществилась мечта пары, в 2023 Мария родила сына с именем Иван-Лионель, видеоблог про жизнь после родов, она также выложила в свой Ютуб-канал.

## Социальные проекты и благотворительность
В 2019 году создала Клуб живых коммуникаций KAKDELA, цель которого — развитие в России культуры small talk, светской беседы с целью знакомства.
Мария активно принимает участие в благотворительных проектах.